# 川村短期大学
川村短期大学（かわむらたんきだいがく、英語: Kawamura CollegeまたはKawamura Junior College）は、東京都豊島区目白2-22-3に本部を置いていた日本の私立大学である。1952年に設置され、2005年に廃止された。大学の略称は川短。

## 概要

### 大学全体
- 東京都豊島区に所在した日本の私立短期大学で、設置主体は学校法人川村学園[1]。
- 1952年に開学、当初は学科数1、入学総定員80名。のちに学科増設により東京都豊島区にキャンパスを3箇所置き、最大で3学科を擁していたが、順次川村学園女子大学の学部に改組され、最終的には1学科体制となった。キャンパスは、JR山手線目白駅から程近い場所に本部が、西武池袋線東長崎駅が最寄りの地に長崎校舎がそれぞれ置かれていた。
- 2003年度の入学生を最後に[注釈 1]、2005年に短期大学としての使命を終える[2]。

### 建学の精神（校訓・理念・学是）
- 川村短期大学の学是
  - 教育理念：感謝の心
  - 建学の精神：社会への奉仕

### 教育および研究
- 家政科を含めると生活学科が、専門教育の歴史が永い。衣食住に関する専門教育ほか栄養士の養成も執り行っていた。
- かつては保育者の養成も行っており、川村幼稚園をはじめとした併設園での教育実習も取り入れられていた。
- 一般教育科目に「映画の中の女性」と称した科目があった。

### 学風および特色
- 1924年に創立された川村女学院が起源となっており、その伝統から開学当初より女子を対象とした教育を執り行っていた。
- 学生に対して「川村オリジナルシステム手帳」が与えられた。

## 沿革
- 1924年
  - 川村女学院を創設[3]。
- 1929年
  - 旧制川村女学院高等専攻科を置く。
- 1952年
  - 3月5日 左記を以て文部省[注 3]より短期大学の設置が認可される[4]。
  - 4月1日 川村短期大学が以下の学科体制にて開学する。
    - 家政科 入学定員80名
- 1953年
  - 4月1日 以下の学科を増設する[5]。
    - 保育科 入学定員40名

  - 同 家政科が栄養士養成施設に認可される[6]。
- 1955年
  - 3月30日 別科の設置が認可され[7]、以下の課程を置く[8]。
    - 家政専修第二部 入学定員40名 修業年限1年制
- 1960年
  - 三芳運動場が開設される。
- 1963年
  - 4月1日 以下の学科を増設する[9]。
  - 英文科 入学定員60名
  - 川村文子記念館が竣工される。
- 1976年
  - 4月1日 家政科の入学定員を80[10]→200[11]に増員[12]。
- 1977年
  - 川村文子胸像除幕式が行われる。
  - 3月31日 別科家政専修第二部を廃止する[13]。
- 1980年
  - 創立55周年を記念として蓼品山荘が竣工される。
- 1984年
  - 創立60周年を記念に新講堂が竣工される。
- 1985年
  - 英文科の新校舎が竣工される。
- 1986年
  - 4月1日 学科の入学臨時定員増を以下の通り行う[注釈 2]
    - 家政科 200[注 4]→350[注釈 3]
    - 英文科 60[注釈 2]→120[注釈 3]
- 1990年
  - 4月1日 保育科の学生募集を最終とする[注 5]
- 1991年
  - 4月1日 学科の入学定員を以下の通り変更する[注 6]　
    - 英文科 120[20]→170[21]
    - 家政科 350[20]→300[21]
- 1992年
  - 4月1日 家政科を生活学科と改称[22]。
  - 同 英文科の入学定員を170[21]→220[23]に増員[22]。
  - 12月1日 左記をもって保育科を正式に廃止とする[24]。
- 2000年
  - 4月1日 生活学科の入学定員を300→268に減員[25]。
- 2000年代
  - 4月1日 生活学科の入学定員を268→190に減員。
- 2003年
  - 4月1日 この年度の入学生を最後とする[注釈 1]。
- 2005年
  - 10月4日 左記をもって正式に廃止となる[2]。

## 基礎データ

### 所在地
- 目白2丁目キャンパス（東京都豊島区目白2-22-3）
- 目白3丁目キャンパス（東京都豊島区目白3-1-19）
- 長崎キャンパス（東京都豊島区長崎5-22-18）

### 象徴
- 川村短期大学のカレッジマークは右記資料を参照[3]。

#### 年度別学生数
| 年度   | 家政科 | 保育科 | 英文科 | 参照および備考 |
| ------ | ------ | ------ | ------ | -------------- |
| 1954年 | 138    | 35     | -      | [ 26 ]         |
| 1958年 | 171    | 67     | -      | [ 27 ]         |
| 1959年 | 253    | 80     | -      | [ 28 ]         |
| 1960年 | 324    | 98     | -      | [ 29 ]         |
| 1961年 | 301    | 93     | -      | [ 30 ]         |
| 1962年 | 294    | 94     | -      | [ 31 ]         |
| 1963年 | 304    | 100    | 66     | [ 32 ]         |
| 1964年 | 266    | 91     | 114    | [ 33 ]         |
| 1965年 | 372    | 98     | 130    | [ 34 ]         |
| 1966年 | 537    | 136    | 191    | [ 35 ]         |
| 1967年 | 567    | 190    | 206    | [ 36 ]         |
| 1968年 | 541    | 213    | 199    | [ 37 ]         |
| 1970年 | 504    | 171    | 184    | [ 38 ]         |
| 1971年 | 487    | 172    | 174    | [ 39 ]         |
| 1972年 | 447    | 178    | 175    | [ 40 ]         |
| 1973年 | 432    | 178    | 174    | [ 41 ]         |
| 1975年 | 491    | 196    | 188    | [ 42 ]         |
| 1976年 | 510    | 211    | 209    | [ 43 ]         |
| 1977年 | 528    | 218    | 224    | [ 44 ]         |
| 1978年 | 577    | 235    | 256    | [ 45 ]         |
| 1979年 | 625    | 236    | 261    | [ 46 ]         |
| 1980年 | 605    | 212    | 235    | [ 47 ]         |
| 1981年 | 612    | 204    | 236    | [ 48 ]         |
| 1982年 | 634    | 199    | 241    | [ 49 ]         |
| 1983年 | 658    | 198    | 237    | [ 50 ]         |
| 1984年 | 656    | 199    | 236    | [ 51 ]         |
| 1985年 | 646    | 193    | 238    | [ 52 ]         |
| 1986年 | 694    | 154    | 272    | [ 53 ]         |
| 1987年 | 753    | 112    | 309    | [ 54 ]         |
| 1988年 | 779    | 101    | 305    | [ 55 ]         |
| 1989年 | 767    | 98     | 303    | [ 56 ]         |
| 1990年 | 757    | 95     | 202    | [ 57 ]         |
| 1991年 | 719    | 48     | 324    | [ 58 ]         |
| 1992年 | 670    | -      | 397    | [ 注 9 ]       |
| 1993年 | 676    | -      | 439    | [ 61 ]         |
| 1994年 | 695    | -      | 466    | [ 62 ]         |
| 1995年 | 737    | -      | 494    | [ 63 ]         |
| 1996年 | 765    | -      | 510    | [ 64 ]         |
| 1997年 | 741    | -      | 510    | [ 65 ]         |
| 1998年 | 738    | -      | 503    | [ 66 ]         |
| 1999年 | 752    | -      | 412    | [ 67 ]         |

## 教育および研究

### 組織

#### 学科
- 生活学科 入学定員190名[注 11]
- 英文科 入学定員220名[注 12]
- 保育科 入学定員40名[注 13]

#### 専攻科
- なし

#### 別科
- 家政専修第二部 入学定員40名[71]

#### 取得資格について
- 栄養士資格：生活学科
- 中学校教諭二種免許状
  - 家庭：生活学科[注 14]。
  - 保健：旧・家政科[76]
  - 英語：英文科
- 保母資格・幼稚園教諭二種免許状：保育科[注 15]
- 当初は中学校教諭ほか高等学校教諭免許状（家庭・保健）の教職課程が当時、家政科において併設[注 16]。

### 研究
- 『川村短期大学研究紀要』[82]
- 『川村短期大学研究紀要. 英語英文学』[83]
- 『人文科学研究紀要』[84]

## 学生生活

### 部活動・クラブ活動・サークル活動
- 川村短期大学で活動していたクラブ活動。
  - 体育系：バレーボール・バスケットボール・バドミントン・ラクロス・テニス・ゴルフほか
  - 文化系：食生活研究・食品加工研究・絵画研究・料理研究・ファッション&クラフト研究ほか

### 学園祭
- 川村短期大学の学園祭：ファッションショーや料理研究部による模擬店が催された。バザーでの売り上げはユニセフに寄付された。

### スポーツ
- ゴルフ部がとりわけ盛んであり、日本女子学生ゴルフ協会の大会で団体優勝3回の実績がある。

## 大学関係者と組織

### 大学関係者一覧
歴代学長
- 川村秀文

#### 著名な出身者
※ 五十音順
- 海老名美どり - タレント。海老名香葉子の長女。
- 鈴木淑子 - 競馬ジャーナリスト。
- 仁香 - ファッションモデル。
- 西島三重子 - シンガーソングライター。途中で和光大学芸術学科に編入。
- 長谷川京子 - モデル・女優。生活科学科。
- 山田邦子 - タレント、お笑い芸人。1981年家政科（後の生活学科）卒業。

## 施設

### キャンパス

#### 目白2丁目キャンパス
- 使用学科：生活学科（食物・栄養コース、生活文化コース[74]）
- 使用専攻科：なし
- 使用附属施設：なし

#### 目白3丁目キャンパス
- 使用学科：英文科[74]
- 使用専攻科：なし
- 使用附属施設：なし

#### 長崎キャンパス
- 使用学科：生活学科（生活情報コース）[74]
- 使用専攻科：なし
- 使用附属施設：なし
- 設備：

### 寮
- あり[74]。

## 対外関係

### 系列校
- 川村学園女子大学
- 川村中学校・高等学校

## 卒業後の進路について

### 編入学・進学実績
- 後に併設された川村学園女子大学への編入学制度があった。ちなみに、それ以外では、以下の実績一例がある
- 生活学科：女子栄養大学・淑徳大学・昭和女子大学ほか[85]
- 英文科：埼玉大学・青山学院大学・清泉女子大学・東京経済大学・東京女子大学・立教大学ほか[85]